# Tortonne
Ne doit pas être confondu avec Tortone.
La Tortonne est une rivière française de Normandie, affluent de l'Aure (rive gauche), dans le département du Calvados.

## Géographie
La Tortonne prend sa source dans la commune de Vaubadon et prend la direction du nord. Elle se joint aux eaux de l'Aure à Trévières, après un parcours de 18 km dans le Bessin.

## Bassin et affluents
Le bassin versant de la Tortonne est bordé à l'ouest par le bassin de l'Esque, au sud et à l'est par celui de la Drôme, deux autres affluents de l'Aure. Au nord, il avoisine le bassin direct de l'Aure et de courts affluents, le confluent se situant au nord-ouest.

## Communes traversées

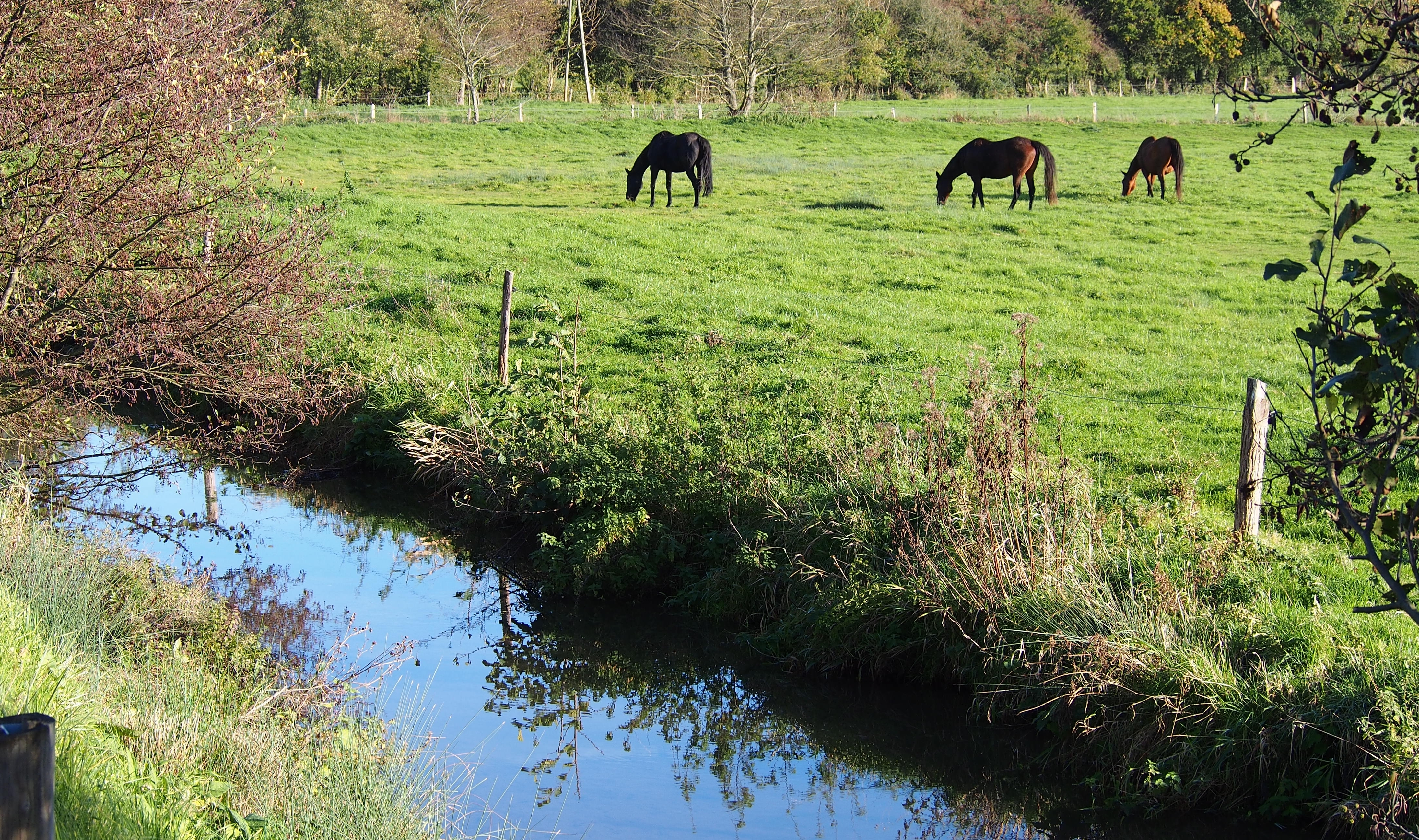
La Tortonne au Pont, à Crouay.